# Kuniya Daini
Kuniya Daini, född 12 oktober 1944 i Hyōgo prefektur, Japan, är en japansk tidigare fotbollsspelare.